# 수코타이 (도시)
수코타이(태국어: สุโขทัย)는 수코타이 왕국의 수도였다. 수코타이는 현대적인 태국의 도시인 뉴수코타이에서 12km, 방콕에서 북쪽으로 427km 떨어진 곳에 위치한다.
수코타이는 '행복의 새벽'을 의미한다. 1238년에 세워졌고 약 140년간 타이 제국의 수도였다. 현재 193개의 절이 발굴되었거나 부분적으로 재건되었다. 옛 수코타이는 호텔이 없어 아주 한적하지만 태국 농촌의 삶을 경험해볼 수 있는 기회를 제공한다. 성 외곽의 절에 가기 위해 자전거를 빌릴 수 있다. 대부분의 관광객은 동쪽으로 12km 떨어진 뉴수코타이에 머무른다. 왓 마하탓은 수코타이에서 가장 커다란 사원이다. 해자로 둘러싸여 있으며 예전에는 185개의 탑과 18군데의 예배당이 있던 곳으로, 왕실사원답게 왕궁터와 마주보며 서 있다. 여기저기 허물어져 내린 와중에도 ‘웃는 부처’라는 독특한 양식의 불상이 남아 있어 더욱 유명해졌다.